# Hird (schip, 1924)
De Hird was een Noors motorvrachtschip van 4.950 ton. In 1924 kwam ze gereed op de scheepswerf van Barclay, Curle &  Co, Whiteinch, Glasgow, Schotland. De eigenaar was Jacobsen & Salvesen, Oslo, met Oslo als thuishaven. Het vrachtschip had een Noorse bemanning van 30 man en de lading bestond uit 8.101 ton algemene lading, inclusief hars, timmerhout en 197 ton zwarte koolstof. De reisroute begon vanuit Panama (stad)  - Mobile, Alabama, (20 augustus) -  Bermuda (7 september) – Liverpool en Manchester, samen met konvooi HX-70.    

## Geschiedenis
De Hird werd aanvankelijk gebouwd als Swanley en in 1932 herdoopt als Hoperange. In 1937 werd het schip herdoopt met de huidige naam Hird.

## Duinkerke
Van 9 tot 28 mei 1940, was de Hird, met kapitein Ansgar Fredhjem, als gezagvoerder, actief in het door de Duitsers ingesloten Duinkerke aanwezig. Ze onderging ononderbroken Duitse luchtaanvallen en evacueerde meer dan 3.500 Geallieerde soldaten en burgers. De derde officier, een steward, een timmerman en een ervaren zeeman, zaten in de nog enige onbeschadigde gemotoriseerde reddingsboot van de Hird en redden toen vele overlevenden van andere getroffen schepen, die tijdens de evacuatie tot zinken werden gebracht. Het schip vertrok daarna naar Cherbourg met vele overlevenden aan boord, en kwam er op 30 mei aan. De kapitein werd met het Krigskorset (het Oorlogskruis, de hoogste Noorse onderscheiding) voor zijn moedige acties tijdens deze reis geëerd. De Hird vertrok later naar Cardiff om sommige bomschades die ze tijdens de evacuatie had opgelopen, te herstellen en werd in het - voor even - onbezette Frankrijk en later naar de Verenigde Staten ontvangen als broodnodige geallieerd vrachtschip.

## Konvooi HX-70
Omstreeks 06.05 uur op 15 september 1940, was het Noorse vrachtschip Hird, met kapitein Ansgar Fredhjem nog als gezagvoerder, een achterblijver van het konvooi HX-70, ten gevolge van een kleine brand aan boord op 10 september. Op dat moment werd de Hird aan stuurboordzijde, tussen de commandobrug en de hoofdmast door een hektorpedo van de U-65, onder bevel van Hans-Gerrit von Stockhausen geraakt op ongeveer 180 zeemijl van Barra Head, Schotland. De U-boot had het schip om 20.00 uur op die dag gadegeslagen vooraleer ze een torpedo om 21.18 uur wegschoot die door een onduidelijke koersafwijking van de torpedo zelf werd gemist. Deze mislukte torpedo-aanval werd aan boord van de Hird opgemerkt en men probeerde te ontsnappen door te zigzaggen met volle snelheid, zodat de U-65 negen uren nodig had om in het schootsbereik te komen en de U-boot in een gunstige lanceringspositie te krijgen. Nu werd de Hird echter dodelijk getroffen en toen aan boord zich een zware rookontwikkeling ontwikkelde door de torpedotreffers, verliet de bemanning het schip in een reddingsboot. Ondertussen blies het schip op zijn scheepshoorn als aandacht naar de andere konvooischepen en seinde naar een nabij varende trawler om hen op te pikken. De Duitsers zagen hoe de voltallige bemanningsleden van de Hird gered werden en dat het schip om 08.30 uur wegzonk naar de zeediepte in positie 58°00’ Noord en 12°20’ West. De bemanning van de U-65 lieten de Noren en de IJslanders verder ongemoeid. De IJslandse trawler Pórólfur bracht de overlevenden in Fleetwood aan wal op 17 september.